# Richard Herz

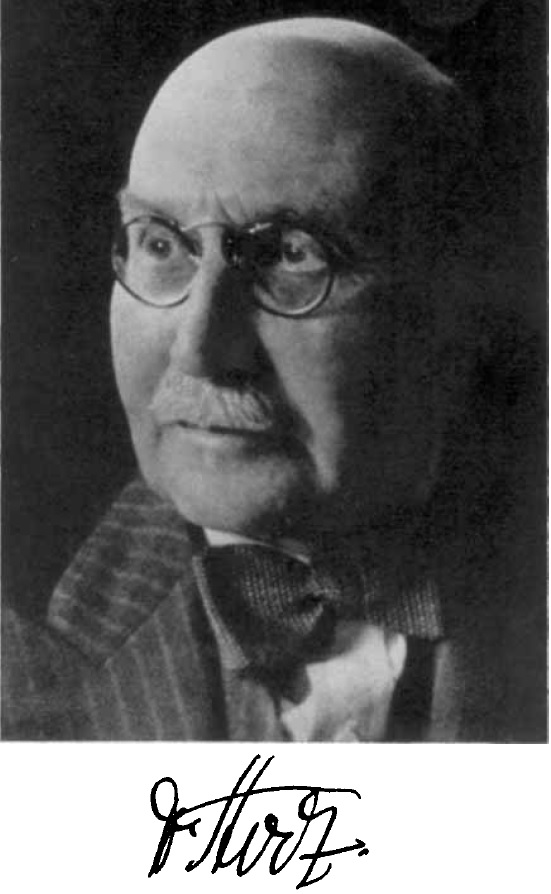

Richard Leopold Herz (* 21. Juli 1867 in Weilburg; † 18. November 1936 in Frankfurt am Main) war ein deutscher Chemiker.

## Leben
Richard Herz war der Sohn eines Kaufmanns, legte das Abitur in Gießen ab und studierte ab 1886 Chemie an der Universität Heidelberg, der TH Berlin-Charlottenburg und der Universität Berlin, an der er 1891 bei Carl Liebermann promoviert wurde mit einer Dissertation über Triphenylamin. Danach war er kurz an der Universität Rostock, wo er schon vor seiner Promotion bei August Michaelis Assistent war und sich mit damals neuen schwefelhaltigen organischen Verbindungen (Thionylamine) befasste, und ab 1892 bei den Farbwerken A. Leonhardt und Co. in Mühlheim am Main. 1895 wechselte er zur Firma Levinstein (von Ivan Levinstein in Manchester). Dort lernte er bei einem Patentstreit Arthur von Weinberg kennen, der ihn 1899 zur Firma Cassella Farbwerke Mainkur holte, wo ihn Weinberg bei der Entwicklung von Schwefelfarbstoffen einsetzte. Damit war Henri Raymond Vidal in Frankreich (bei Vidal-Schwarz) erfolgreich gewesen, Weinberg konnte diesen aber nicht an seine Firma ziehen und suchte deshalb andere Wege. Herz entwickelte neue Schwefelfarbstoffe wie Immedialreinblau und Hydronblau und trug so stark zum Erfolg der Firma auf diesem Gebiet bei. 1918 erhielt er Prokura, 1925 wurde er stellvertretender Direktor von Cassella und 1931 wurde er pensioniert.
Nach ihm ist die Herz-Reaktion benannt.

## Veröffentlichungen (Auswahl)
- Röntgenstrahlen. Physik, Technik, Anwendungen (= Sammlung Göschen. Band 950). Walter de Gruyter & Co., Berlin 1926.